# Paco Sancho

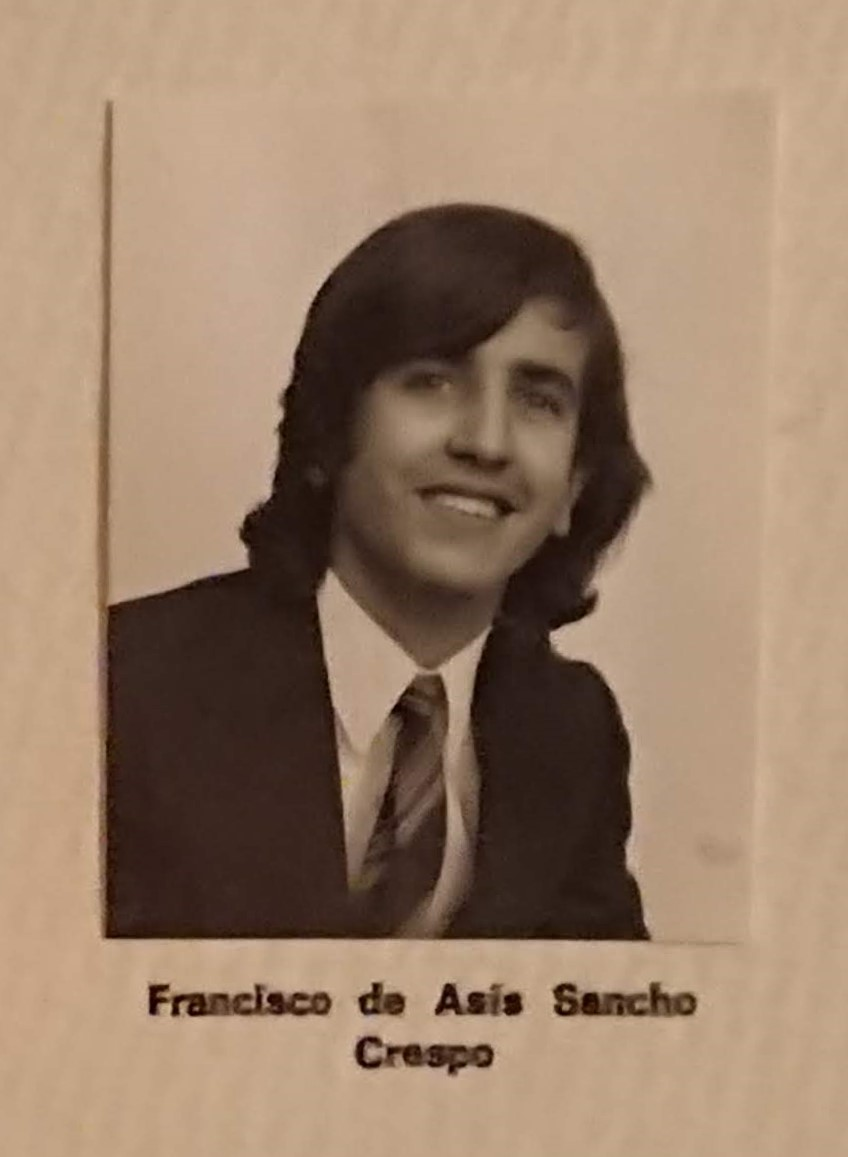
Francisco Sancho Crespo durante sus estudios al colegio El Redín de Pamplona, promoción 1971-1972

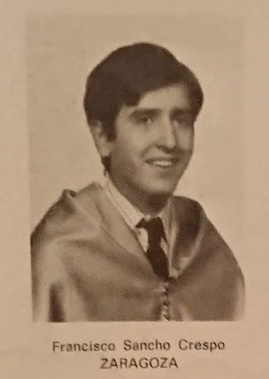
Francisco Sancho Crespo durante sus estudios a la Universidad de Navarra

Francisco Sancho Crespo, más conocido como Paco Sancho (Zaragoza, 1954-Pamplona, 24 de noviembre de 2015) fue un periodista, profesor universitario, directivo y consultor editorial español.

## Biografía
Hijo del jurista Francisco de Asís Sancho Rebullida y nieto del que fuera rector de la Universidad de Zaragoza, Miguel Sancho Izquierdo y del empresario calandino Eloy Crespo Gasque.
Se formó como periodista en la Universidad de Navarra, trabajó en distintos medios de comunicación de España y tuvo puestos de responsabilidad en varios de ellos: ocupó la jefatura de redacción en las publicaciones bilbaínas de la Hoja del Lunes y La Gaceta del Norte, fue columnista y subdirector de Diario 16, medio en el que también fue coordinador de las ediciones regionales y formó parte del equipo editorial. Como consultor, lo fue de distintos diarios españoles y portugueses, (El Norte de Castilla, Diari de Terrassa o Jornal de Negócios) así como latinoamericanos (A Tarde de Brasil, El Mundo de Venezuela o Unomásuno de México). Durante casi veinte años fue también profesor de diseño, edición, tecnología de la información proyecto y documentación de la Facultad de Comunicación de la Universidad de Navarra. Finalmente fue autor de varios libros, entre los que se reseña una obra sobre la prensa española del último cuarto del siglo XX, En el corazón del periódico (2004), y la dirección de la enciclopedia Historia de la Autonomía de Aragón (1993) publicada por varios autores como suplemento de la edición de Diario 16 en dicha comunidad autónoma.